# Assassinato de Riley Ann Sawyers
Riley Ann Sawyers (11 de março de 2005 – 24 de julho de 2007) foi uma menina norte-americana de 2 anos que foi espancada até a morte pela mãe Kimberly Dawn Trenor e pelo padrasto Royce Zeigler em um filicídio . Seu corpo foi encontrado mais tarde na Baía de Galveston, Texas.
A polícia não conseguiu identificar o corpo quando o viu. Eles iniciaram um esforço nacional para aprender o nome da criança. Quando a avó de Riley Ann, Sheryl Sawyers, viu um desenho ( esboço composto ) feito do corpo, ela soube que era Riley Ann. Ela então contou à polícia. Após testes de DNA em 30 de novembro de 2007, os especialistas tiveram certeza de que era Riley Ann.
Antes de ser identificada em 2007, Riley Ann Sawyers era conhecida como Baby Grace por causa de sua idade e sexo.

## Outros sites
- «Zeigler's arrest affidavit» (PDF) (1.94 MiB)
- Riley Ann Sawyers (em inglês) no Find a Grave [fonte confiável?]